# Гуржеев, Александр Павлович
Александр Павлович Гуржеев (род. 20 ноября 1951, Свердловск) — советский футболист, полузащитник. Советский и украинский тренер. Заслуженный тренер Украины.

## Биография
Воспитанник свердловского «Уралмаша», первый тренер — Михаил Лосевич. В 1969 году играл за дубль клуба. В 1970—1972 годах был в составе «Динамо» Минск, в чемпионате провёл только два матча — в 1971 году в играх против «Нефтчи» (0:1) и «Динамо» Тбилиси (1:2) выходил на замену во втором тайме. В 1973 году вернулся в «Уралмаш», с которым, выиграв финальный турнир второй лиги, вышел в первую лигу. В 1975 году команда вылетела обратно во вторую лигу. 1976 год Гуржеев начал в симферопольской «Таврии», но, не сыграв ни одного матча, вернулся в «Уралмаш», в составе которого вновь вышел в первую лигу. Завершил карьеру игрока, выступая в 1980—1982 годах в первой лиге за «Металлург» Запорожье.
Играл за юношескую сборную СССР.
В 1983 году — старший тренер команды КФК «Торпедо» Запорожье, которая стала серебряным призёром Украинской ССР. В 1985—1986 годах — тренер команды, в 1987—1988 годах — старший тренер во второй лиге. В 1990—1991 годах — главный тренер мини-футбольной команды «Орбита» Запорожье.
Работал в командах «Аль-Маджид» Бейрут, Ливан, «Донгтхап» Вьетнам, «Таврия» Херсон[уточнить].
Первый тренер сборной Украины по мини-футболу (1992—1994)[уточнить].
В 1994—1996 годах — тренер «Уралмаша», в 1997—1998 — любительского «Динамо» Запорожье.
В 1998—2007 годах работал главным тренером в мини-футбольных клубах Украины, России и Казахстана «Днепроспецсталь» Запорожье (1998, 2006—2007), «Униспорт-Будстар» Киев (1999—2001), «Запорожкокс» Запорожье (2001—2002), «Актюбрентген» Актобе (2004), «Тюмень» (2005). С 2003 года в течение полутора лет — главный тренер в любительском клубе «Синара» Каменск-Уральский.
Чемпион Украины по мини-футболу 2001.
В 2008—2009 годах работал в ДЮСШ «Металлург» Запорожье, в 2009—2010 — старший тренер «Металлурга-2».
Работал селекционером в ДЮФШ «Динамо» Киев им. В. В. Лобановского.